# Richard Pfeiffer

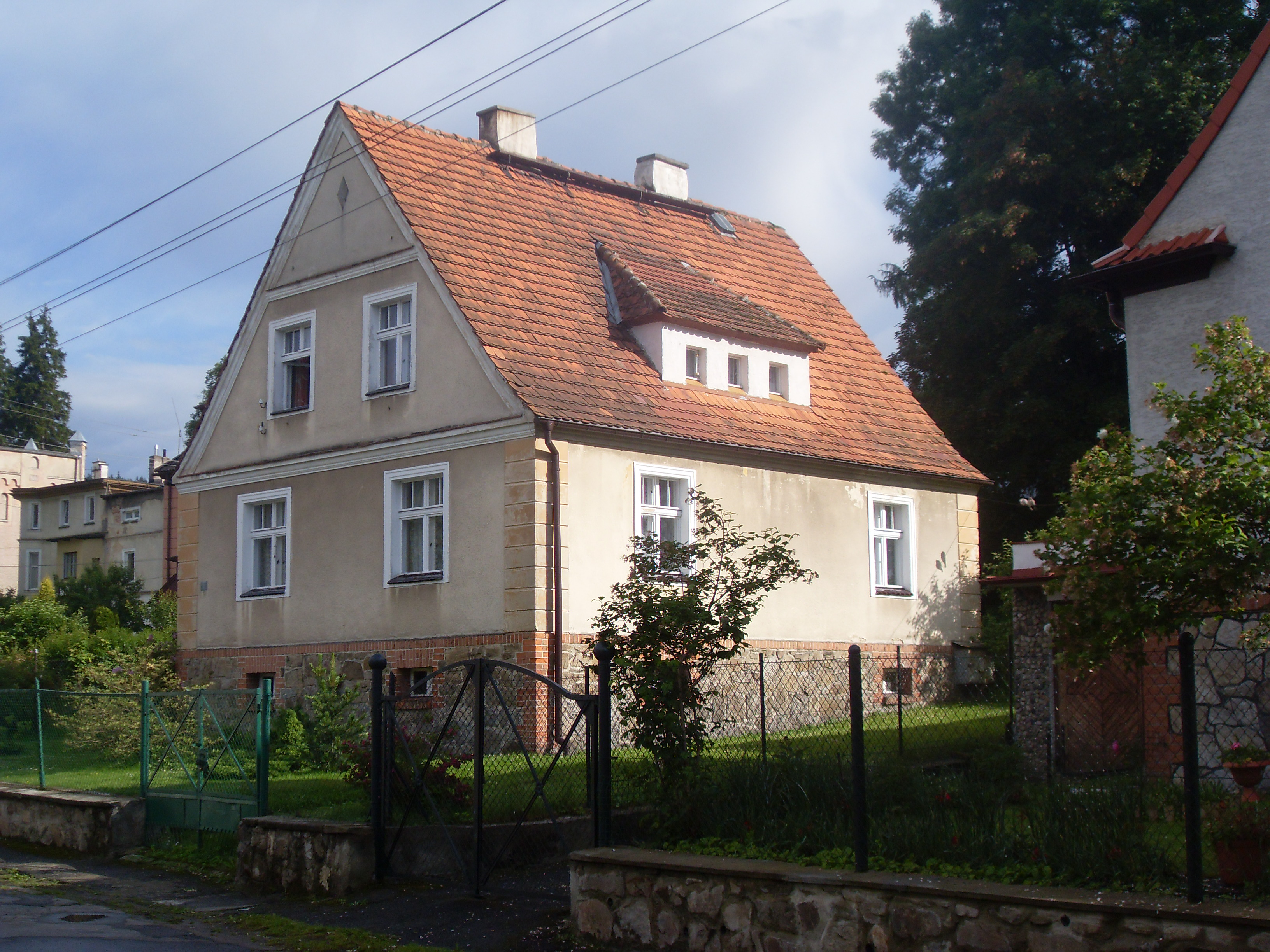
Dom R. Pfeiffera „Heimatsonne” w Lądku-Zdroju, ul. Konopnickiej 5

Richard Friedrich Johannes Pfeiffer (ur. 27 marca 1858 w Zdunach, zm. 15 września 1945 w Lądku-Zdroju) – niemiecki lekarz, bakteriolog. Jest znany dzięki wielu fundamentalnym odkryciom w bakteriologii, a zwłaszcza zjawisku bakteriolizy. W 1892 odkrył Haemophilus influenzae, pałeczki grypy, a w 1896 Micrococcus catarrhalis. Był także pionierem szczepień przeciw durowi brzusznemu.
Urodził się jako syn Ottona Pfeiffera, niemieckiego pastora miejscowej parafii ewangelickiej i Natalii z domu Jüttner. Po ukończeniu edukacji w gimnazjum w Świdnicy studiował medycynę na Akademii Cesarza Wilhelma w Berlinie. W 1887 został asystentem w Instytucie Higieny Uniwersytetu Berlińskiego, cztery lata rozpoczął kierowanie tamtejszym Instytutem Chorób Zakaźnych. W 1894 otrzymał tytuł profesora, pracował na uniwersytetach w Królewcu i we Wrocławiu. Odbył podróże naukowe po Włoszech i Indiach w trakcie których prowadził badania nad malarią i dżumą. Współpracował z Robertem Kochem.
Richard Pfeiffer w 1892 odkrył pałeczkę grypy, pracował też nad surowicą przeciwko tej chorobie. Odkrył także endotoksynę – niebezpieczną dla człowieka toksynę występującą w ściankach komórek bakterii Gram-ujemnych.
W 1897 Pfeiffer dołączył do niemieckiej ekspedycji pod przywództwem Roberta Kocha do Indii w celu zbadania dżumy. W następnym roku pojechał z Kochem do Włoch, aby przeprowadzić badania nad malarią. Następnie przeniósł się do Królewca, by w 1899 objąć katedrę higieny, zastępując Erwina von Esmarcha (1855–1915). Pozostał w tym mieście do 1909, kiedy to przeniósł się na tę samą katedrę we Wrocławiu. W roku akademickim 1919/1920 został wybrany rektorem uczelni. Przeszedł tam na emeryturę w 1925. W 1927 został przyjęty do Niemieckiej Akademii Przyrodników Leopoldina.
Prowadził także badania nad szczepionką przeciwko durowi brzusznemu i cholerze. Zajmował się obserwacją cyklu życiowego ziarenkowców. W 1894 odkrył, że po podaniu wcześniej zaszczepionym świnkom morskim żywych szczepów przecinkowców cholery, nie dochodzi do rozwoju tej choroby, a bakterie ulegają rozkładowi. Zjawisko to uczony nazwał bakteriolizą, która nazywana jest także „fenomenem Pfeiffera” lub „fenomenem Isajewa-Pfeiffera”. Na naukowych dokonaniach Richarda Pfeiffera opiera się dzisiejsza serodiagnostyka. Bakteriolog ten był współautorem Mikrofotograficznego atlasu bakterii oraz Podręcznika mikrobiologii. Był członkiem wielu stowarzyszeń naukowych, m.in.: Królewskiego Towarzystwa Naukowego w Londynie czy Królewskiej Akademii Nauk w Sztokholmie.
Za swoje osiągnięcia naukowe otrzymał liczne odznaczenia i wyróżnienia, wśród nich – złoty medal Pasteura.